# Yarlhaxambo
Yarlhaxambo (kinesiska: Yalaxiangbo, 亚拉香波) är en bergstopp i Kina. Den ligger i den autonoma regionen Tibet, i den sydvästra delen av landet, omkring 120 kilometer sydost om regionhuvudstaden Lhasa. Toppen på Yarlhaxambo är 4 987 meter över havet.
Runt Yarlhaxambo är det mycket glesbefolkat, med 3 invånare per kvadratkilometer. Trakten runt Yarlhaxambo består i huvudsak av gräsmarker.
Genomsnittlig årsnederbörd är 879 millimeter. Den regnigaste månaden är juli, med i genomsnitt 207 mm nederbörd, och den torraste är januari, med 12 mm nederbörd.